# Kraža zrenija
Kraža zrenija (Кража зрения) è un film del 1934 diretto da Leonid Leonidovič Obolenskij.